# Università Masaryk
L'Università Masaryk (Masarykova univerzita) è un'università pubblica ceca, situata a Brno. Fu fondata nel 1919 da Tomáš Masaryk,  primo presidente della Cecoslovacchia. È la seconda università della Repubblica Ceca .

## Storia
L'università fu fondata il 28 gennaio 1919 con quattro facoltà: legge, medicina, scienza e arte. La fondazione della seconda università ceca fu possibile solo dopo la caduta della monarchia austro-ungarica a causa della resistenza del consiglio comunale controllato dai tedeschi, che temeva di dare potere ai residenti cechi di Brno. Brno era a quel tempo una città bilingue. Una dimostrazione notevole a favore dell'instaurazione di un'università a Brno avvenne nel 1905.
Fin dall'inizio, l'università soffrì di mancanza di denaro per lo sviluppo. Il fragile stato delle finanze pubbliche nel 1923-1925 e nel 1933-1934 portò a proposte di abolire sia la Facoltà di Lettere che la Facoltà di Scienze. Entrambe le facoltà sopravvissero fino al 17 novembre 1939, quando l'intera università fu chiusa in seguito all'occupazione tedesca della Cecoslovacchia. Alcuni professori dell'università furono giustiziati o torturati; per esempio, la Facoltà di Scienze perse un quarto del suo corpo docente. Molte delle esecuzioni ebbero luogo nel campo di concentramento di Mauthausen nel 1942.
Il rinnovamento della vita universitaria dopo la fine della seconda guerra mondiale fu interrotto dal colpo di Stato del 1948 e dal successivo governo comunista. La percentuale di studenti espulsi in varie facoltà variava dal 5% della Facoltà di Scienze della Formazione al 46% della Facoltà di Giurisprudenza, che fu completamente chiusa nel 1950. Nel 1946 fu creata la Facoltà di Scienze della Formazione, nel 1952 quella di Farmacia, chiusa poi nel 1960. Nel 1953, la Facoltà di Scienze della Formazione (fondata nel 1946) fu separata dall'università. Nell'agosto del 1960, un decreto governativo abolì la facoltà farmaceutica e l'università fu intitolata all'anatomista, neurofisiologo e biologo Jan Evangelista Purkyně.
La "riappacificazione" avvenne nel 1964 con la reintegrazione della Facoltà di Scienze della Formazione nell'università e con il ristabilimento della Facoltà di Giurisprudenza nel 1969. Ma rapidamente dopo l'invasione della Cecoslovacchia dal Patto di Varsavia del 1968, le condizioni cambiarono con la normalizzazione degli anni '70.

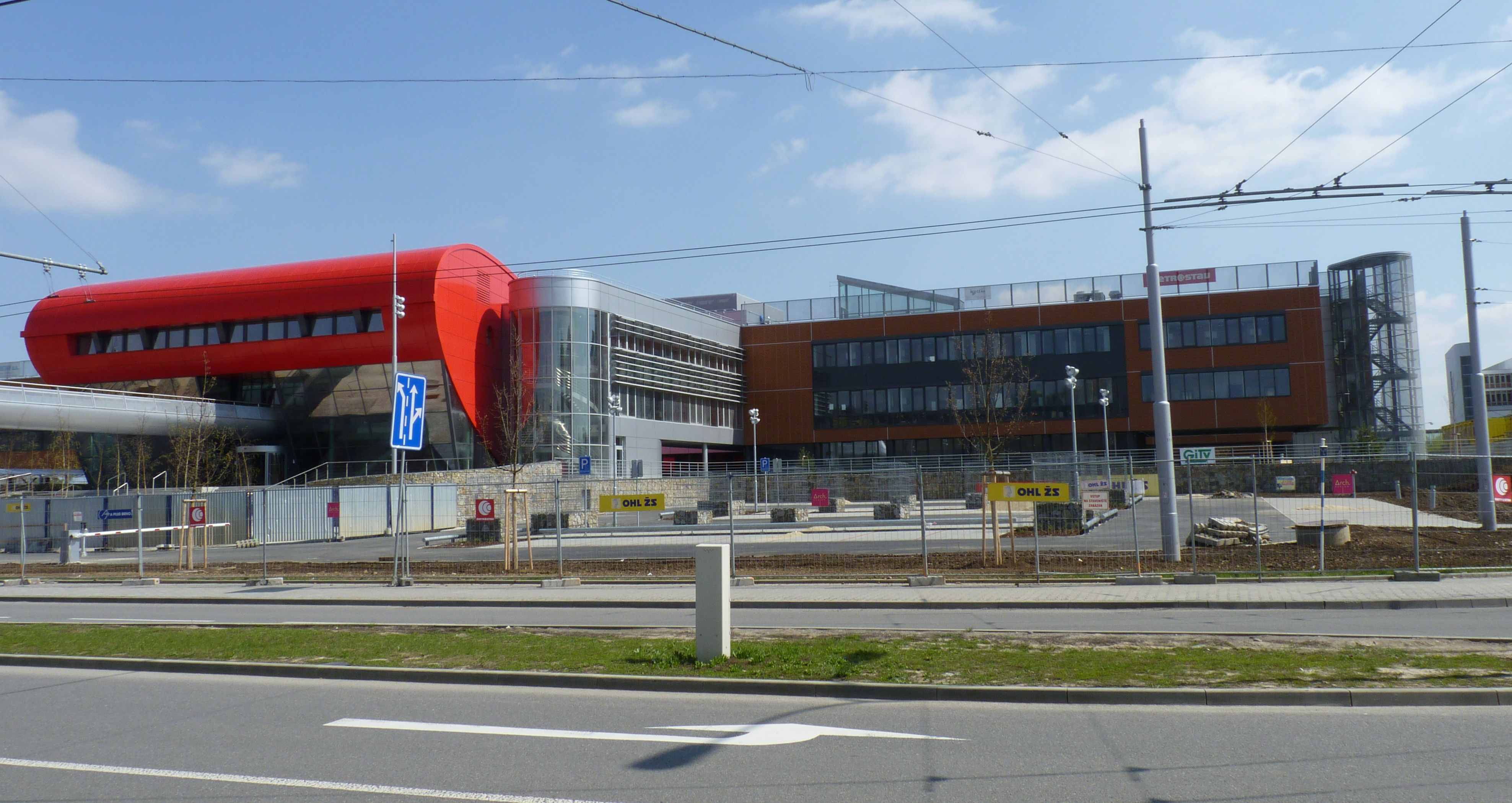
Il campus di Brno-Bohunice

L'università è stata ribattezzata "Università Masaryk a Brno" nel 1990 ed ha poi riguadagnato il suo nome originale eliminando "a Brno" dal nome ufficiale nel 2006. Una nuova era di sviluppo è iniziata dopo la Rivoluzione di velluto del 1989 e l'istituzione della Facoltà di Economia e Amministrazione nel 1991, Facoltà di scienze informatiche nel 1994, Facoltà di studi sociali nel 1998 e Facoltà di studi sportivi nel 2002.
Un nuovo campus universitario è stato costruito a Brno-Bohunice dal 2002. Il campus ospita la maggior parte delle Facoltà di Medicina, Facoltà di Studi Sportivi, parte della Facoltà di Scienze e numerosi servizi di ricerca come l'Istituto Centro Europeo di Tecnologia e Centro di Ricerca di composti tossici nell'ambiente Cetocene.

## Organizzazione didattica
L'università è organizzata in nove facoltà:
- Belle arti
- Economia e amministrazione
- Giurisprudenza
- Medicina
- Scienze
- Scienze della formazione
- Scienze informatiche
- Studi sociali
- Studi sportivi
- Farmacia

## Programma nazionale antartico
L'Università Masaryk coordina il Programma nazionale antartico della Repubblica Ceca.
Nel febbraio 2006 ha inaugurato la Stazione polare Mendel (Mendelova polární stanice), una base antartica estiva, localizzata nell'Isola di James Ross, al largo della penisola Antartica. La struttura  è utilizzata durante l'estate australe per ricerche biologiche, geologiche e climatologiche.